# Movile (okręg Sybin)
Movile – wieś w Rumunii, w okręgu Sybin, w gminie Iacobeni. W 2011 roku liczyła 310 mieszkańców.